# Thaworn Wiratchant
Thaworn Wiratchant (Thai: ถาวรวิรัตน์จันทร์ - sprich: [tʰă-won wí-rát-ʤan], * 28. Dezember 1966) ist ein thailändischer Profigolfer der Asian Tour und der European Tour.

## Werdegang
Nach einer sehr erfolgreichen Amateurkarriere, bei deren Ausklang Wiratchant 1987 drei bedeutende asiatische Turniere – die Thailand Amateur Open Championship, die Singapore Amateur Open Championship und die South East Asian Games – gewinnen konnte, wurde er am Ende jenen Erfolgsjahres Berufsgolfer.
Seit 1995 spielt er regelmäßig auf der Asian Tour und feierte dort bislang die Rekordzahl von achtzehn Turniersiegen, wovon einer auch zur European Tour zählte. Wiratchant gewann die Geldranglistenwertungen der Saisons 2005 und 2012.
Seit seinem Sieg bei den Indonesia Open 2005, der ihm die Spielberechtigung auf der European Tour einbrachte, spielt Wiratchant auch zahlreiche Events dieser Turnierserie. Bei der Open Championship im Juli 2006 belegte er den guten 31. Platz.
Sein höchst unorthodoxer Golfschwung – seine Hände sind am Ende des Rückschwungs direkt über seinem Kopf und sein Durchschwung ist lange und ausgeprägt – ist sein Markenzeichen und wird immer wieder bestaunt und fotografiert. Wiratchant sagt selbst, er sehe keine Notwendigkeit das abzuändern, da es seit seinen Amateurtagen erfolgreich funktioniert.
Er spielte für sein Land je zweimal im Dunhill Cup und im World Cup. In der asiatischen Mannschaft war Wiratchant in beiden bisherigen Dynasty-Cup-Begegnungen (siegreich), sowie in der 2006 neu geschaffenen Royal Trophy vertreten.
Der Single und Liebhaber von schnellen Autos hat seinen Wohnsitz in Bangkok.

## European Tour Siege
- 2005 Enjoy Jakarta Standard Chartered Indonesia Open (gemeinsames Event mit der Asian Tour)

## Asian Tour Siege
- 1996 Sabah Masters (Malaysia)
- 2001 Alcatel Singapore Open, Volvo Masters of Malaysia
- 2004 Mercuries Taiwan Masters
- 2005 Enjoy Jakarta Standard Chartered Indonesia Open (gemeinsames Event mit der European Tour), Taiwan Open, Hero Honda Indian Open, Carlsberg Masters Vietnam presented by Thai Airways International
- 2007 Midea China Classic
- 2008 Bangkok Airways Open
- 2009 Macau Open
- 2010 Yeangder Tournament Players Championship
- 2012 Queen’s Cup, Worldwide Holdings Selangor Masters, Hero Indian Open

## Andere Turniersiege
- 1995 PTT Performa Championship (Thailand)
- 2001 Singha TPC Championship (Thailand)
- 2011 Indonesian Open (OneAsia Tour)

## Teilnahmen an Teambewerben
- Alfred Dunhill Cup: 1991, 1992
- World Cup (für Thailand): 1989, 1990
- Dynasty Cup (für Asien): 2003 (Sieger), 2005 (Sieger)
- Royal Trophy (für Asien): 2006, 2007

## Resultate bei Major Championships
| Tournament        | 2006 | 2007 | 2008 | 2009 | 2010 | 2011 | 2012 | 2013 | 2014 |
| ----------------- | ---- | ---- | ---- | ---- | ---- | ---- | ---- | ---- | ---- |
| Masters           | DNP  | DNP  | DNP  | DNP  | DNP  | DNP  | DNP  | CUT  | DNP  |
| US Open           | DNP  | DNP  | DNP  | DNP  | DNP  | DNP  | DNP  | DNP  | DNP  |
| Open Championship | T31  | DNP  | DNP  | DNP  | DNP  | DNP  | DNP  | CUT  | DNP  |
| PGA Championship  | DNP  | DNP  | DNP  | DNP  | DNP  | DNP  | DNP  | DNP  | DNP  |

DNP = nicht teilgenommen

CUT = Cut nicht geschafft

„T“ geteilte Platzierung